# Kalanchoe citrina
Kalanchoe citrina là một loài thực vật có hoa trong họ Crassulaceae. Loài này được Schweinf. miêu tả khoa học đầu tiên năm 1896.